# Michel Renault
Michel Renault (Parigi, 15 dicembre 1927 – Suresnes, 29 gennaio 1993) è stato un ballerino francese, danseur étoile del balletto dell'Opéra di Parigi dal 1944 al 1959.

## Biografia
Michel Renault studiò alla scuola di danza dell'Opéra di Parigi sotto la supervisione di Carlotta Zambelli, Albert Aveline e Gustave Ricaux. Durante i suoi studi fu notato da George Balanchine, che lo volle in tutte le sue coreografie portate in scena all'Opéra Garnier nel 1947, tra cui Apollo nell'Apollon musagète.
All'età di diciotto anni divenne il più giovane étoile della compagnia grazie al supporto di Serge Lifar, che scelse Renault per interpretare il protagonista nei suoi allestimenti di Les Mirages e Romeo e Giulietta. Inoltre danzò nei classici nel repertorio francese Sylvia e Giselle. Tra gli anni sessanta e settanta fu maestro di ballo per l'American Ballet Theatre su invito di Balanchine. Tra il 1972 e il 1987 insegnò danza all'Opéra Garnier.
Molto apprezzato sia come ballerino che insegnante, Renault è noto anche per il carattere difficile e il rapporto conflittuale con Rudol'f Nureev, che lo prese a pugni durante una rissa in sala prove.
Morì di epatite a nel 1993 all'età di sessantacinque anni.